# Pedro Navarro (Fußballspieler)
Pedro Ignacio Navarro Castillo (* 30. März 2001 in Santiago) ist ein chilenischer Fußballspieler, der auf der Position eines linken Außenverteidigers eingesetzt wird.

## Karriere
Navarro begann seine Karriere in der Jugendabteilung des CSD Colo-Colo und unterschrieb 2020 einen Profivertrag. Im Jahr 2021 wurde er an den AC Barnechea verliehen, wo er 27 Spiele in der Primera B absolvierte. Nach seiner Rückkehr zu Colo-Colo gewann er 2022 die Meisterschaft und den Supercup. Er wurde ab Mitte 2023 bis Ende 2024 an den CD O’Higgins verliehen, wo er fünf Spiele in der Primera División bestritt. Im Jahr 2025 wechselte er per Leihe zu Unión San Felipe.

## Erfolge
Colo-Colo
- Chilenischer Meister: 2022
- Chilenischer Supercupsieger: 2022